# Inspector Gadget (film)
Inspector Gadget is een Amerikaanse film uit 1999 gebaseerd op de gelijknamige animatieserie uit de jaren tachtig. De hoofdrol werd vertolkt door Matthew Broderick. De regie was in handen van David Kellogg.
De opnamen voor de film vonden geheel plaats in Pittsburgh, Pennsylvania.

## Verhaal
Centraal in de film staat John Brown, een beveiligingsagent voor robotica-expert Brenda Bradford en haar vader. De twee werken aan een geavanceerd project genaamd “het Gadget Programma”. Sandford Scolex, een schurk die het op dit project heeft voorzien, valt het lab aan, steelt het al deels voltooide project, en doodt hierbij Brenda’s vader. John betrapt Sandford, en zet de achtervolging in met zijn auto. Deze achtervolging eindigt in een botsing, waarbij Sandford een explosief gebruikt om Johns auto op te blazen met John er nog in. John wordt zwaargewond afgevoerd naar het ziekenhuis. Sandford komt er zelf ook niet ongeschonden vanaf. Terwijl hij naar de brandende auto staat te kijken, valt er een bowlingbal (die uit Johns auto werd geslingerd door de explosie) door het dakraam van zijn auto naar binnen, bovenop Sandfords hand. De klap maakt dat de hand geamputeerd moet worden.
In het ziekenhuis wordt John opgezocht door Brenda, die in hem de perfecte kandidaat ziet voor haar Gadget-programma. Ze laat hem ombouwen met allerlei cybernetische onderdelen (à la The Six Million Dollar Man), waarna hij de naam 'Inspector Gadget' krijgt. Wanneer John/Gadget bijkomt en ontdekt wat er met hem gebeurd is, krijgt hij van Brenda te horen dat dit altijd al het doel was van het Gadget-programma. Hij beschikt nu over vele hulpmiddelen die hij via de zin “go go gadget” kan oproepen. Helaas voor John zijn de hardware en software waar zijn lichaam nu uit bestaat zeer complex, en zal hij geduldig moeten studeren om er volledig controle over te krijgen; iets waar hij nooit goed in is geweest. Ondertussen ondergaat ook Sandford een operatie, waarbij hij zijn geamputeerde hand laat vervangen door een mechanische klauw. Hij neemt de naam “Claw” aan. Daarna begint hij met de gestolen apparatuur een androïde te bouwen, maar al snel blijkt dat hij een cruciaal onderdeel van het Gadget-programma is vergeten te stelen: de controlechip. Zonder deze chip is zijn androïde nutteloos. Om toegang te krijgen tot de chip neemt Claw Brenda (die niet op de hoogte is van zijn ware identiteit) in dienst. Via haar ontdekt hij het bestaan van Inspector Gadget.
Gadget doet wat onderzoek en ontdekt dat Scolex/Claw de man achter de inbraak was. Hij breekt in bij Claws hoofdkwartier, maar wordt betrapt en gevangen. Claw steelt de controlechip uit Gadgets lichaam, en gebruikt hem om zijn androïde (die in elk opzicht een slechte versie van Gadget is) te activeren. Gadgets levenloze lichaam wordt achtergelaten op een vuilnisbelt, waar hij wordt gevonden door Brenda en Penny (Gadgets nichtje). Ondertussen pleegt de androïde vele misdaden in de stad, en Gadget krijgt er uiteraard de schuld van. Brenda en Penny slagen erin ver genoeg tot Gadget door te dringen om zijn nog menselijke deel te bereiken, waardoor hij zichzelf kan heractiveren zonder de chip.
Gadget spoort de androïde op, en verslaat deze door hem te onthoofden. Vervolgens gaat hij achter Claw aan. Brenda, die nu ook de waarheid over Claw kent, spoort Claw op, maar wordt door hem gevangen. Claw probeert met Brenda te vluchten via een helikopter, maar Gadget saboteerde de machine waardoor deze neerstort op een plein. Daar staan al een hoop agenten klaar om Gadget te arresteren voor de misdaden die de androïde heeft gepleegd. Gadgets naam wordt gezuiverd wanneer Penny opduikt met Sikes (een voormalige medewerker van Claw), die Claws hele plan onthult. Claw wordt gearresteerd.

## Rolverdeling
| Acteur                | Personage                           | Opmerkingen                                     |
| --------------------- | ----------------------------------- | ----------------------------------------------- |
| Matthew Broderick     | Agent John Brown / Inspector Gadget |                                                 |
| Rupert Everett        | Dr. Sanford Scolex / Claw           |                                                 |
| Joely Fisher          | Dr. Brenda Bradford                 |                                                 |
| Michelle Trachtenberg | Penny                               |                                                 |
| Don Adams             | Brain                               | stem                                            |
| Cheri Oteri           | Burgemeester Wilson                 |                                                 |
| Dabney Coleman        | Chef Quimby                         |                                                 |
| Andy Dick             | Kramer                              |                                                 |
| Mike Hagerty          | Sikes                               | op de aftiteling vermeld als Michael G. Hagerty |
| D.L. Hughley          | Gadgetmobile                        | stem                                            |
| René Auberjonois      | Dr. Artemus Bradford                |                                                 |

## Nederlandse nasynchronisatie
| Acteur                | Personage                           |
| --------------------- | ----------------------------------- |
| Marc-Marie Huijbregts | Agent John Brown / Inspector Gadget |
| Hans Kesting          | Dr. Sanford Scolex / Claw           |
| Bettina Berger        | Dr. Brenda                          |
| Nicoline van Doorn    | Penny                               |
| Just Meijer           | Brain                               |
| Luk Van Mello         | Chef Quimby                         |
| Frans van Deursen     | Kramer                              |
| Plien van Bennekom    | Burgemeester Wilson                 |
| Jan Anne Drenth       | Sikes                               |
| Howard Komproe        | Gadgetmobile                        |
| Filip Bolluyt         | Artemus Bradford                    |
| Simone Delorme        | Thea                                |

## Achtergrond

### Verschillen met de serie
- De Gadget in de film is duidelijk anders dan zijn animatieversie. Zo is hij niet de domme en stuntelige detective uit de animatieserie. In de film doet hij zelf het detectivewerk en lost eigenhandig de zaak op, terwijl in de serie Penny altijd het echte onderzoek deed.
- Penny komt wel voor in de film, maar haar rol is beduidend kleiner dan in de serie.
- Brain, de hond van Penny, heeft ook een bijrol in de film. Maar in tegenstelling tot zijn animatieversie is hij in de film een gewone hond die Gadget nooit helpt.
- Claw gebruikt in de film nooit de titel dokter, en is voor het publiek gewoon zichtbaar terwijl in de animatieserie zijn gezicht altijd buiten beeld bleef. Ook is zijn bekende kat wel aanwezig in de film.
- De klauw van Claw is anders dan in de serie. In de serie is de klauw een soort ijzeren handschoen, maar in de film een grijphaak.
- De film is ook in een in het Nederlands nagesynchroniseerde versie verschenen.

### Reacties
De film bracht wereldwijd $103 miljoen op, tegen een budget van $75 miljoen.
De film kreeg een direct-naar-video-vervolg getiteld IG2.

### Gebruikte gadgets
In de film gebruikt Inspector Gadget de volgende gadgets:
- Gadget Airbag: Gadgets jas zwelt op tot een airbag. Vernietigd door de androïde.
- Gadget Arms/Gadget Legs/Gadget Neck: Gadgets armen, benen en nek kunnen ver uitrekken.
- Gadget Balloon Inflator: een ballon verschijnt uit zijn vinger en blaast zichzelf op.
- Gadget 'Blades: rolschaatsen komen tevoorschijn uit Gadgets schoenen.
- Gadget Bubble Blower: een bellenblaas verschijnt uit een van Gadgets vingers.
- Gadget Breath Freshener: een ademspray komt uit Gadgets pink.
- Gadget Chopper: een helikopterpropeller die tevoorschijn komt uit Gadgets hoed.
- Gadget Ear: Gadgets oor laat los en kan worden vastgemaakt aan een voorwerp. Het oor blijft via een draad verbonden met Gadget, waardoor hij op een afstand mee kan luisteren.
- Gadget Grappling Hook: een grijphaak wordt afgevuurd vanuit Gadgets hoed.
- Gadget Hand: een extra hand die uit Gadgets hoed tevoorschijn komt.
- Gadget Hooker Cleaner: een stofzuiger die bewijs kan opruimen.
- Gadget Lightbulb: een gloeilamp die uit Gadgets hoed tevoorschijn komt wanneer hij nadenkt, en gaat branden wanneer hij een idee krijgt.
- Gadget Lighter: een aansteker verstopt in Gadgets duim.
- Gadget Loudspeaker: een microfoon verbonden aan niet zichtbare luidsprekers.
- Gadget Magnifying Glass: een vergrootglas dat voor Gadgets oog schuift, en tot drie niveaus dingen kan vergroten.
- Gadget Oil Slick: een tube in Gadgets arm die olie kan spuiten.
- Gadget Parasol: een parasol verborgen in Gadgets hoed.
- Gadget Pen: een pen verstopt in een van Gadgets vingers.
- Gadget Phone: een ingebouwde telefoon in Gadgets hand. Hij kan spreken via zijn pink, en horen via zijn duim.
- Gadget Rocket: Gadgets schoen bevat een kleine raket.
- Gadget Scissors: een schaar verstopt in een van Gadgets vingers.
- Gadget Skis: Ski's die uit Gadgets schoenen tevoorschijn komen.
- Gadget Spanish Translation: een vertaalmachine. Kan mogelijk ook andere talen aan dan alleen Spaans, maar dit wordt in de film niet getoond.
- Gadget Suction Shoes: zuignappen in Gadgets schoenzolen, waarmee hij tegen muren kan oplopen.

De androïdeversie van Gadget beschikte over de volgende gadgets:
- Gadget Flamethrower: een vlammenwerper.
- Gadget Guns: twee machinegeweren in zijn handen.
- Gadget Hammer: een houten hamer.
- Gadget Legs: net als Inspector Gadget kan de androïde zijn benen tot grote lengte uitstrekken.
- Gadget Scythes: een zeis die de plaats van de androïde’s hand kan innemen.
- Gadget Tarantula: een vogelspin kruipt uit de mond van de androïde.

## Prijzen en nominaties
In 1999 en 2000 werd Inspector Gadget genomineerd voor acht prijzen, waarvan hij er 1 won.
1999
- De Golden Trailer voor Best Animation/Family.

2000
- De ASCAP Award voor Top Box Office Films – gewonnen
- De Blockbuster Entertainment Award voor Favorite Family Film
- Twee Golden Reel Awards:
  - Best Sound Editing - Dialogue & ADR
  - Best Sound Editing - Effects & Foley
- Twee Young Artist Awards:
  - Best Family Feature Film – Comedy
  - Best Performance in a Feature Film - Supporting Young Actress
- De YoungStar Award voor Best Young Actress/Performance in a Motion Picture Comedy

## Trivia
- Don Adams, die in deze film de stem van Brain doet, deed de stem van Gadget in de animatieserie.

## Voetnoten
1. ↑  Inspector Gadget (1999) - Box office / business. Gearchiveerd op 13 juli 2023.